# Nyctimystes trachydermis
Espèce
Synonymes
- Litoria trachydermis (Zweifel, 1983)

Statut de conservation UICN

 LC  : Préoccupation mineure
Nyctimystes trachydermis est une espèce d'amphibiens de la famille des Pelodryadidae.

## Répartition
Cette espèce est endémique de Papouasie-Nouvelle-Guinée. Elle se rencontre entre 1 280 et 2 480 m d'altitude dans la chaîne Owen Stanley. Elle est présente entre le mont Kaindi et le mont Obree dans la province centrale et au mont Simpson dans la province de la baie Milne,.

## Description
Les mâles mesurent de 71,6 à 88,0 mm et la femelle 76 mm.

## Publication originale
- Zweifel, 1983 : Two new hylid frogs from Papua New Guinea and a discussion of the Nyctimystes papua species group. American Museum novitates, no 2759, p. 1-21 (texte intégral).